# Theophil Sprecher von Bernegg

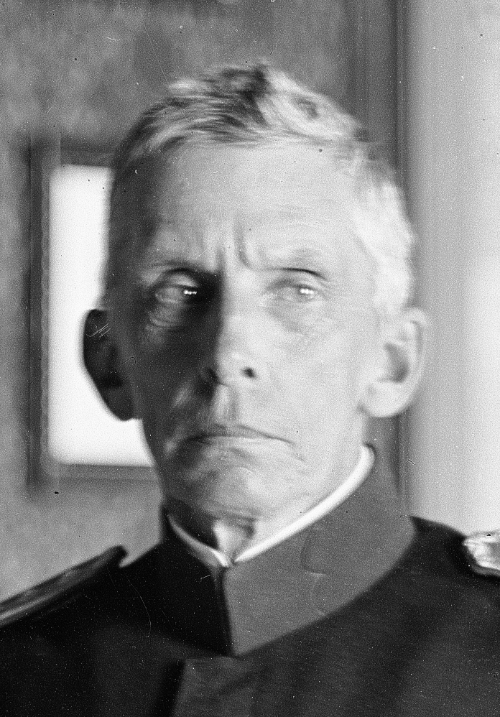
Generalstabschef Oberst von Sprecher

Theophil Andreas Luzius Sprecher von Bernegg (Maienfeld, 27 april 1850 - ?, 6 december 1927) was een Zwitsers militair en politicus.

## Achtergrond en opleiding
Theophil Sprecher stamde uit een oud patriciërsgeslacht uit het kanton Graubünden. Zijn vader, Johann Andreas Sprecher von Bernegg, was een Landammann van het kanton Graubünden geweest. Theophil Sprecher volgde onderwijs aan het gymnasium van Bazel en studeerde daarna aan de Universiteit van Leipzig. Door het overlijden van zijn vader keerde hij naar Maienfeld terug om het familiebezit te beheren.

## Politieke en militaire carrière
Theophil Sprecher begon aan een politieke en militaire carrière. Hij werd in 1871 als conservatief-liberaal met federalistische opvattingen in de gemeenteraad van Maienfeld gekozen. In 1877 werd hij tot stadspresident gekozen. Hij was ook lid van de Adiministratieve Raad van de Zwitserse Spoorwegen en van de Rhätische Bahn; van de laatste spoorwegmaatschappij was hij ook voorzitter. Daarnaast was hij lid van de kantonsrechtbank van het kanton Graubünden.
Theophil Sprecher's militaire carrière verliep ook voorspoedig. In 1880 werd hij tot kapitein bevorderd en aan de generale staf toegevoegd. In 1886 werd hij stafchef van VIIIste Divisie en in 1891 werd hij bevorderd tot kolonel. Daarna was hij stafchef van het IVde Legerkorps en in 1897 commandant van de 16de Infanterie Brigade. In 1901 werd hij bevorderd tot divisiekolonel en commandant van de Gotthardvestingen, in 1902 werd hij commandant van de VIIIste Divisie en in 1905 werd hij chef van de generale staf-afdeling en afdeling handhaving van het commando van de VIIIste Divisie. In de laatste functie richtte hij in 1907 de Militaire Organisatie (MO) op. Sprecher ontwierp ook vestingwerken om de landsverdediging te versterken. In 1909 werd hij chef van de generale staf, kolonel-korpscommandant en commandant van het IVde Leger.
In augustus 1914, aan het begin van de Eerste Wereldoorlog, was hij kandidaat voor het opperbevelhebberschap (met de rang van Zwitsers generaal) maar zijn collega, kolonel Ulrich Wille, werd gekozen. Sprecher stond hem gedurende de Eerste Wereldoorlog (1914-1918) als chef van de generale staf bij. Wille en Sprecher droegen eraan bij dat Zwitserland buiten het grote internationale conflict bleef.
Theophil Sprecher nam in 1919 ontslag uit militaire dienst. Hij was een tegenstander van Zwitserlands toetreding tot de Volkenbond. Hij bleef zijn hele leven lang voorstander van de strikte neutraliteit van Zwitserland, die al sinds de 17de eeuw wordt gehandhaaft.
Theophil Sprecher von Bernegg overleed op 77-jarige leeftijd.